# 이론언어학
이론언어학(理論言語學, 영어: Theoretical linguistics)은 언어학의 한 분과이다. 통사론, 음운론, 형태론, 의미론 등을 연구한다.
이론 언어학은 관련 용어인 일반 언어학처럼 다양한 방식으로 이해될 수 있는 언어학 용어이다. 둘 다 언어 이론 또는 언어의 본질을 조사하고 언어가 무엇인지 또는 모든 언어의 공통 기반이 무엇인지에 대한 근본적인 질문에 답하려는 언어학의 한 분야에 대한 참조로 간주될 수 있다. 이론언어학의 목표는 언어 기술을 위한 일반적인 이론적 틀을 구축하는 것일 수도 있다.
이 용어의 또 다른 사용은 언어학을 다른 하위 분야로 조직하는 것에 달려 있다. 이론 언어학이라는 용어는 일반적으로 응용 언어학과 병치된다. 언어 교육학, 언어 기술 및 응용 언어학의 다른 측면도 이론을 포함하기 때문에 이분법이 완전히 문제가 되지는 않는다.
마찬가지로 일반언어학이라는 용어는 핵심 언어학을 다른 유형의 연구와 구별하는데 사용된다. 그러나 대학언어학(college and university linguistics)은 상대적으로 적은 수의 국어 연구소 및 학과에 주로 분산되어 있기 때문에 일부 대형 대학에서는 외래어 및 소수 언어, 교차 언어 연구를 포함할 수 있는 '일반언어학' 과정 및 연구 프로그램도 제공한다. 주요 철학 부서의 범위를 벗어난 다양한 기타 주제를 다룬다.